# Веннегор оф Хесселинк, Лукас
Лу́кас Ве́ннегор оф Хе́сселинк (нидерл. Lucas Vennegoor of Hesselink; родился 14 марта 2006) — нидерландский футболист, нападающий клуба «Твенте».

## Клубная карьера
С 2016 года тренировался в футбольной академии «Твенте/Хераклес». В марте 2024 года подписал контракт с «Твенте» до 2027 года. 12 января 2025 года Лукас дебютировал в основном составе «Твенте» в матче Эредивизи против клуба «Виллем II», выйдя на замену Рикки ван Волфсвинкелу.

## Карьера в сборной
В сентябре 2024 года дебютировал за сборную Нидерландов до 19 лет.

## Личная жизнь
Отец Лукаса — экс-нападающий «Твенте» и сборной Нидерландов Ян Веннегор оф Хесселинк.

## Достижения
Сборная Нидерландов (до 19)
- Чемпион Европы (до 19 лет): 2025